# ألكسندر كامب
ألكسندر كامب (بالدنماركية: Alexander Kamp) (و. 1993  م) هو راكب دراجة هوائية دنماركي، ولد في الدنمارك.

## سباقات أو مراحل فاز بها
| التاريخ        | السباق                                                                            | المركز                                            |
| -------------- | --------------------------------------------------------------------------------- | ------------------------------------------------- |
| 17 مارس 2013   | 2013 Grand Prix de la ville de Nogent-sur-Oise                                    | الفائز في التصنيف العام                           |
| 29 يونيو 2014  | Course en ligne masculine aux championnats du Danemark de cyclisme sur route 2014 | الثامن في التصنيف العام                           |
| 03 مايو 2015   | سكايف لوبيت 2015                                                                  | الفائز في التصنيف العام                           |
| 09 مايو 2015   | سوندفولدن جراند بريكس 2015                                                        | السابع في التصنيف العام                           |
| 10 مايو 2015   | رينجيريك جراند بريكس 2015                                                         | السابع في التصنيف العام                           |
| 13 يونيو 2015  | جي بي هورسنز 2015                                                                 | الفائز في التصنيف العام                           |
| 14 يونيو 2015  | فيين روندت 2015                                                                   |                                                   |
| 28 يونيو 2015  | Course en ligne masculine aux championnats du Danemark de cyclisme sur route 2015 | الثالث في التصنيف العام                           |
| 08 أغسطس 2015  | طواف الدنمارك 2015                                                                | الثاني في تصنيف أفضل شاب، التاسع في التصنيف العام |
| 12 يونيو 2016  | جي بي هورسنز 2016                                                                 | الفائز في التصنيف العام                           |
| 26 يونيو 2016  | سباق الطريق للرجال في بطولة الدنمارك 2016                                         | الفائز في التصنيف العام                           |
| 01 يناير 2017  | جائزة هيرنينغ الكبرى 2017                                                         |                                                   |
| 16 أبريل 2017  | طواف لوار وشير 2017                                                               | الفائز في التصنيف العام                           |
| 05 مايو 2018   | سوندفولدن جراند بريكس 2018                                                        | الفائز في التصنيف العام                           |
| 01 سبتمبر 2018 | 2018 Lillehammer Grand Prix                                                       | الفائز في التصنيف العام                           |
| 31 مارس 2019   | كوبي وبارتالي 2019                                                                | الأول في تصنيف النقاط                             |
| 26 يونيو 2022  | سباق الطريق للرجال في بطولة الدنمارك 2022                                         | الفائز في التصنيف العام                           |
| 07 أبريل 2023  | 2023 Région Pays de la Loire Tour                                                 | الفائز في التصنيف العام                           |

## روابط خارجية
- ألكسندر كامب على موقع الاتحاد الدولي للدراجات (الإنجليزية)
- ألكسندر كامب على موقع أرشيف الدراجات (الإنجليزية)
- ألكسندر كامب على موقع إحصائيات الدراجات الإحترافية (الإنجليزية)
- ألكسندر كامب على موقع نسبة الدراجات (الإنجليزية)
- ألكسندر كامب على موقع CycleBase (الإنجليزية)